# Geir Lysne
Geir Øystein Lysne (* 9. Oktober 1965 in Trondheim) ist ein norwegischer Jazzmusiker (Saxophon), Komponist und seit 2016 Leiter der NDR-Bigband in Hamburg.

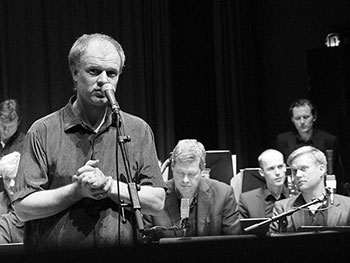
Geir Øystein Lysne (2013)

## Leben und Wirken
Lysne hat an der Norwegischen Musikhochschule in Oslo studiert (1988–1992). Gemeinsam mit Helge Sunde spielte er in der Oslo Grove Company, die mit dem Spellemannprisen ausgezeichnet wurde (1990), bevor er seine eigene Formation, das Geir Lysne Listening Ensemble, gründete. Für diesen Klangkörper schreibt er „keine Big-Band-Musik im klassischen Sinne, sondern ein Konglomerat aus ungeradem Jazzrock, folkloristischen Sprengseln, harschen Blechtiraden, würzenden Geräuschen, fernöstlichem Triphop und – natürlich – Jazz in beinahe sämtlichen Spielformen.“
Lysne ist als Komponist und Dirigent mehrerer Bigbands (Norddeutscher Rundfunk, Hessischer Rundfunk, Klüvers Big Band) und anderer Klangkörper in Erscheinung getreten. Er war an der Universität Oslo Dozent für Jazzarrangements und Komposition. Seit 2010 ist er Professor für Arrangement an der Norwegischen Musikhochschule. Nach mehr als 15 Jahren unregelmäßiger Zusammenarbeit als Gastdirigent ist Lysne seit 2016 Chefdirigent der NDR Bigband.

## Preise und Auszeichnungen
2000 wurde er für den Norwegischen „Tono Preis“ für die beste Komposition des Jahres im Bereich Jazz nominiert. 2004 erhielt er das Staatliche Arbeitsstipendium für Komponisten. Sein Album Boahjenásti - the North Star wurde 2006 mit dem Jahrespreis der Deutschen Schallplattenkritik ausgezeichnet. 2013 wurde das von ihm arrangierte Album Big Band, das die NDR Bigband mit Stefano Bollani einspielte, mit einem Echo Jazz als das beste Bigband-Album ausgezeichnet. 2013 bis 2015 ist er als Composer in Residence an der Hochschule Luzern.

## Diskographische Hinweise

### Geir Lysne Listening Ensemble
- Korall (ACT, 2003)
- Aurora Borealis - Northern Lights (ACT, 2002)
- Boahjenásti - the North Star (ACT, 2006)

### Geir Lysne Ensemble
- 2009: The Grieg Code (ACT)

### Geir Lysne New Circle
- 2013: New Circle (ACT)[3]

### Sideman
- Heaven (ACT, 2003) Christof Lauer & Norwegian Brass